# Liste des sites mégalithiques du Wiltshire
Cette liste non exhaustive recense les principaux sites mégalithiques du Wiltshire.

## Cartographie
Localisation des principaux sites mégalithiques du Wiltshire
| : Complexes mégalithiques · : Alignements, henges, cromlechs · : Dolmens, menhirs, tumulus, cairns · |

## Liste
| Site                | Type              | Autorité  | Notes | Coordonnées                 | Image |
| ------------------- | ----------------- | --------- | --- | --------------------------- | ----- |
| Avebury             | Site mégalithique | Wiltshire | Trois cromlechs, deux avenues et d'autres monuments associés                                                                  | 51° 25′ 32″ N, 1° 49′ 36″ O |       |
| Bluestonehenge (en) | Henge             | Wiltshire | | 51° 10′ 17″ N, 1° 47′ 53″ O |       |
| Cuckoo Stone (en)   | Menhir            | Wiltshire | | 51° 11′ 21″ N, 1° 47′ 30″ O |       |
| Heel Stone (en)     | Menhir            | Wiltshire | | 51° 10′ 44″ N, 1° 50′ 02″ O |       |
| Kennet Avenue       | Avenue            | Wiltshire | | 51° 25′ 21″ N, 1° 50′ 52″ O |       |
| Silbury Hill        | Tumulus           | Wiltshire | | 51° 24′ 45″ N, 1° 49′ 49″ O |       |
| Station Stones (en) | Menhir            | Wiltshire | | 51° 10′ 44″ N, 1° 49′ 36″ O |       |
| Stonehenge          | Site mégalithique | Wiltshire | Complexe mégalithique composé d'un ensemble de structures circulaires concentriques ; plusieurs sites néolithiques satellites | 51° 10′ 44″ N, 1° 49′ 35″ O |       |
| The Longstones (en) | Menhirs           | Wiltshire | Deux menhirs (« Adam » et « Ève »)                                                                                            | 51° 25′ 22″ N, 1° 52′ 24″ O |       |